# Bahnstrecke Lärbro–Burgsvik
| Streckennummer: | GJ                          |                                       |                                       |
| Spurweite: | 891 mm (schwed. 3-Fuß-Spur) |                                       |                                       |
| Maximale Neigung: | 10 ‰                        |                                       |                                       |
| Minimaler Radius: | 300 m                       |                                       |                                       |
| Streckengeschwindigkeit: | 30 km/h                     |                                       |                                       |
| |                             |                                       |                                       |
| Betriebsstellen und Strecken |                             |                                       |                                       |
| \| \| 35,5 \| Lärbro \| Lärbro \| \| \| 30,9 \| Othem \| Othem \| \| \| 23,3 \| Tingstäde \| Tingstäde \| \| \| 16,8 \| Martebo \| Martebo \| \| \| 11,1 \| Väskinde \| Väskinde \| \| \| 4,6 \| Hästnes \| Hästnes \| \| \| \| Österport \| \| \| \| 2,0 \| Visby Hamn \| Visby Hamn \| \| \| \| Hafenanschlüsse \| \| \| \| 0,0 \| Visby \| Visby \| \| \| \| Bahnstrecke Visby–Visborgsslätt–Bjärs \| \| \| \| \| \| \| \| \| 7,5 \| Stora Vede \| Stora Vede \| \| \| 10,8 \| Sylfaste \| Sylfaste \| \| \| 13,5 \| Ballingbro \| Ballingbro \| \| \| 18,0 \| Karby \| Karby \| \| \| \| Bahnstrecke Slite–Roma \| \| \| \| 20,6 \| Roma \| Roma \| \| \| \| nach Klintehamn und nach Hablingbo \| \| \| \| 25,0 \| Viklan \| Viklan \| \| \| 27,4 \| Bjärges \| Bjärges \| \| \| 31,9 \| Buttle \| Buttle \| \| \| 40,0 \| Etelhem \| Etelhem \| \| \| 46,6 \| Stånga \| Stånga \| \| \| 52,5 \| Tjändavre \| Tjändavre \| \| \| \| Bahnstrecke Ronehamn–Hemse \| \| \| \| 55,5 \| Hemse \| Hemse \| \| \| 59,1 \| Alva \| Alva \| \| \| 63,6 \| Havdhem \| Havdhem \| \| \| 67,9 \| Grötlingbo \| Grötlingbo \| \| \| 71,6 \| Fidenäs \| Fidenäs \| \| \| 78,8 \| Burgsvik \| Burgsvik \| |                             |                                       |                                       |
| Kopfbahnhof Streckenanfang (Strecke außer Betrieb) | 35,5                        | Lärbro                                | Lärbro                                |
| Bahnhof (Strecke außer Betrieb) | 30,9                        | Othem                                 | Othem                                 |
| Bahnhof (Strecke außer Betrieb) | 23,3                        | Tingstäde                             | Tingstäde                             |
| Bahnhof (Strecke außer Betrieb) | 16,8                        | Martebo                               | Martebo                               |
| Bahnhof (Strecke außer Betrieb) | 11,1                        | Väskinde                              | Väskinde                              |
| Blockstelle (Strecke außer Betrieb) | 4,6                         | Hästnes                               | Hästnes                               |
| Haltepunkt / Haltestelle (Strecke außer Betrieb) |                             | Österport                             | Österport                             |
| Kopfbahnhof Streckenanfang (Strecke außer Betrieb) · Strecke (außer Betrieb) | 2,0                         | Visby Hamn                            | Visby Hamn                            |
| Abzweig geradeaus, von links und von rechts (Strecke außer Betrieb) · Abzweig geradeaus und nach rechts (Strecke außer Betrieb) |                             | Hafenanschlüsse                       | Hafenanschlüsse                       |
| Strecke (außer Betrieb) · Bahnhof (Strecke außer Betrieb) | 0,0                         | Visby                                 | Visby                                 |
| Abzweig geradeaus und nach links (Strecke außer Betrieb) · Strecke (außer Betrieb) |                             | Bahnstrecke Visby–Visborgsslätt–Bjärs | Bahnstrecke Visby–Visborgsslätt–Bjärs |
| Strecke (außer Betrieb) |                             |                                       |                                       |
| Haltepunkt / Haltestelle (Strecke außer Betrieb) | 7,5                         | Stora Vede                            | Stora Vede                            |
| Bahnhof (Strecke außer Betrieb) | 10,8                        | Sylfaste                              | Sylfaste                              |
| Bahnhof (Strecke außer Betrieb) | 13,5                        | Ballingbro                            | Ballingbro                            |
| Bahnhof (Strecke außer Betrieb) | 18,0                        | Karby                                 | Karby                                 |
| Abzweig geradeaus und von links (Strecke außer Betrieb) |                             | Bahnstrecke Slite–Roma                | Bahnstrecke Slite–Roma                |
| Bahnhof (Strecke außer Betrieb) | 20,6                        | Roma                                  | Roma                                  |
| Abzweig geradeaus und nach rechts (Strecke außer Betrieb) |                             | nach Klintehamn und nach Hablingbo    | nach Klintehamn und nach Hablingbo    |
| Bahnhof (Strecke außer Betrieb) | 25,0                        | Viklan                                | Viklan                                |
| Bahnhof (Strecke außer Betrieb) | 27,4                        | Bjärges                               | Bjärges                               |
| Bahnhof (Strecke außer Betrieb) | 31,9                        | Buttle                                | Buttle                                |
| Bahnhof (Strecke außer Betrieb) | 40,0                        | Etelhem                               | Etelhem                               |
| Bahnhof (Strecke außer Betrieb) | 46,6                        | Stånga                                | Stånga                                |
| Haltepunkt / Haltestelle (Strecke außer Betrieb) | 52,5                        | Tjändavre                             | Tjändavre                             |
| Abzweig geradeaus und von links (Strecke außer Betrieb) |                             | Bahnstrecke Ronehamn–Hemse            | Bahnstrecke Ronehamn–Hemse            |
| Bahnhof (Strecke außer Betrieb) | 55,5                        | Hemse                                 | Hemse                                 |
| Bahnhof (Strecke außer Betrieb) | 59,1                        | Alva                                  | Alva                                  |
| Bahnhof (Strecke außer Betrieb) | 63,6                        | Havdhem                               | Havdhem                               |
| Bahnhof (Strecke außer Betrieb) | 67,9                        | Grötlingbo                            | Grötlingbo                            |
| Bahnhof (Strecke außer Betrieb) | 71,6                        | Fidenäs                               | Fidenäs                               |
| Kopfbahnhof Streckenende (Strecke außer Betrieb) | 78,8                        | Burgsvik                              | Burgsvik                              |

Die Bahnstrecke Lärbro–Burgsvik war eine schmalspurige Eisenbahnstrecke auf der schwedischen Insel Gotland. Sie hatte eine Spurweite von 891 Millimeter und wurde von der Gotlands Järnvägsaktiebolag (GJ) in mehreren Abschnitten erbaut.

## Streckenabschnitte

### Visby hamn–Hemse
Die Strecke Visby hamn–Hemse wurde als erste Strecke von der Gotlands Järnvägsaktiebolag erbaut. Die in der Konzession vom 5. Mai 1876 enthaltenen Nebenstrecken nach Ronehamn und Klintehamn wurden bei einer Überarbeitung gestrichen. Nach der Genehmigung eines Staatsdarlehens in Höhe von 500.000 SEK am 14. November 1876 wurde der Bau im Mai 1877 begonnen. Die Arbeiten wurden im September 1878 abgeschlossen, am 15. September fand die offizielle Eröffnung der Strecke zwischen Visby und Hemse für den Güter- und Personenverkehr durch König Oscar II. statt. Die Strecke zum Hafen wurde nur im Güterverkehr betrieben, erst 1. Juni 1901 fand die Eröffnung für den öffentlichen Personenverkehr statt. Das Metergewicht der verbauten Eisenschienen betrug 14,5 Kilogramm je Meter.
Da der Höhenunterschied zwischen den Bahnhöfen Visby und Visby Hafen 34 Meter betrug, musste eine Spitzkehre eingebaut werden. In dieser Spitzkehre begann die Bahnstrecke Visby–Visborgsslätt–Bjärs.
Für den Betrieb der Strecke wurden die Dampflokomotiven 1 bis 3 sowie acht zweiachsige Reisezugwagen und 53 zweiachsige Güterwagen beschafft.
Der Bahnhof Roma wurde zum 1. Januar 1952 wegen des dort liegenden Kloster Roma in Roma-Kloster (oder auch Romakloster) umbenannt.

### Visby–Väskinde
In den frühen 1890er Jahren plante C. A. Sylvan eine Verlängerung für die elf Kilometer lange Strecke von Visby nach Väskinde. Die Kosten wurden auf 132.000 SEK geschätzt. Die Konzession wurde am 1. Mai 1896 erteilt. Die Arbeiten wurden sofort von einem Konsortium aufgenommen und erst später an die GJ übertragen. Am 29. November 1896 wurde die Strecke eröffnet. Das Metergewicht der verbauten Schienen betrug 15,2 Kilogramm je Meter.

### Väskinde–Tingstäde
Die nächste Erweiterung betraf den 13 Kilometer langen Streckenabschnitt von Väskinde nach Tingstäde, der von August Bååth geplant wurde. Die Konzession wurde am 17. Juni 1898 erteilt – am 29. November 1899 wurden Güter- und Personenverkehr eröffnet.

### Hemse–Havdhem
Bereits während des Baus der Strecke zwischen Väslinde und Tingstäde untersuchte man eine Fortsetzung von Hemse nach Havdhem. Die Planungen wurden von Johan Danielsson durchgeführt. Für diesen neun Kilometer langen Abschnitt rechnete man mit Baukosten von etwa 129.000 SEK. Eine Konzession wurde am 7. April 1899 erteilt. Der Güterverkehr wurde am 15. Oktober 1899 aufgenommen, die Strecke wurde für den Personenverkehr am 26. Juli 1900 eröffnet.

### Havdhem–Burgsvik
Die nächste Erweiterung betraf wiederum das Südende der Strecke – den 15 Kilometer lange Abschnitt zwischen Havdhem und Burgsvik. N. Victorin berechnete die Kosten ohne Rollmaterial mit 292.200 SEK.
Die Konzession wurde am 26. Oktober 1906 erteilt und die Arbeit an der Strecke begonnen. Die offizielle Eröffnung war am 30. August 1908, nachdem die ersten Güterzüge bereits im Oktober 1907 gefahren waren.

### Tingstäde–Lärbro
Die letzten Streckenarbeiten betrafen das Nordende: für den zwölf Kilometer langen Abschnitt zwischen den beiden Orten Tingstäde und Lärbro wurde eine Lizenz erteilt, die aber während des Ersten Weltkrieges verfiel. C. J. Insulander stellte 1919 neue Planungen mit einem Kostenvolumen von 684.000 SEK auf. Die Bauarbeiten für die am 16. Januar 1920 erteilte neue Konzession wurden unter der Leitung der Staatlichen Forstverwaltung durchgeführt, die extra zu diesem Zwecke Arbeitslose einstellte. Die Eröffnung erfolgte am 17. Dezember 1921. Das Metergewicht der verbauten Schienen betrug 17,5 Kilogramm je Meter.
Damit war das Streckennetz von 1878 bis 1921 von 57 auf 117 Kilometer angewachsen. Die gesamten Baukosten beliefen sich auf rund 2,7 Millionen Kronen. In den 1940er Jahren gab es Pläne für eine weitere Ausdehnung im Norden bis Fårösund, die aber nicht realisiert wurden.
| Streckenabschnitt  | Inbetriebnahme Güterverkehr | Inbetriebnahme Personenverkehr | Länge | Einstellung P-Verkehr |
| ------------------ | --------------------------- | ------------------------------ | ----- | --------------------- |
| Visby–Hemse        | 10. September 1878          | 10. September 1878             | 55 km | 30. September 1960    |
| Visby–Visby hamn   | 10. September 1878          | 1. Juni 1901                   | 2 km  | 30. September 1960    |
| Visby–Väskinde     | 29. November 1896           | 29. November 1896              | 11 km | 30. September 1960    |
| Väskinde–Tingstäde | 28. November 1899           | 28. November 1899              | 13 km | 30. September 1960    |
| Hemse–Havdhem      | 15. Oktober 1899            | 26. Juli 1900                  | 9 km  | 30. September 1960    |
| Havdhem–Burgsvik   | Oktober 1907                | 30. August 1908                | 15 km | 30. September 1960    |
| Tingstäde–Lärbro   | 17. Dezember 1921           | 17. Dezember 1921              | 12 km | 30. September 1960    |

## Fahrzeuge

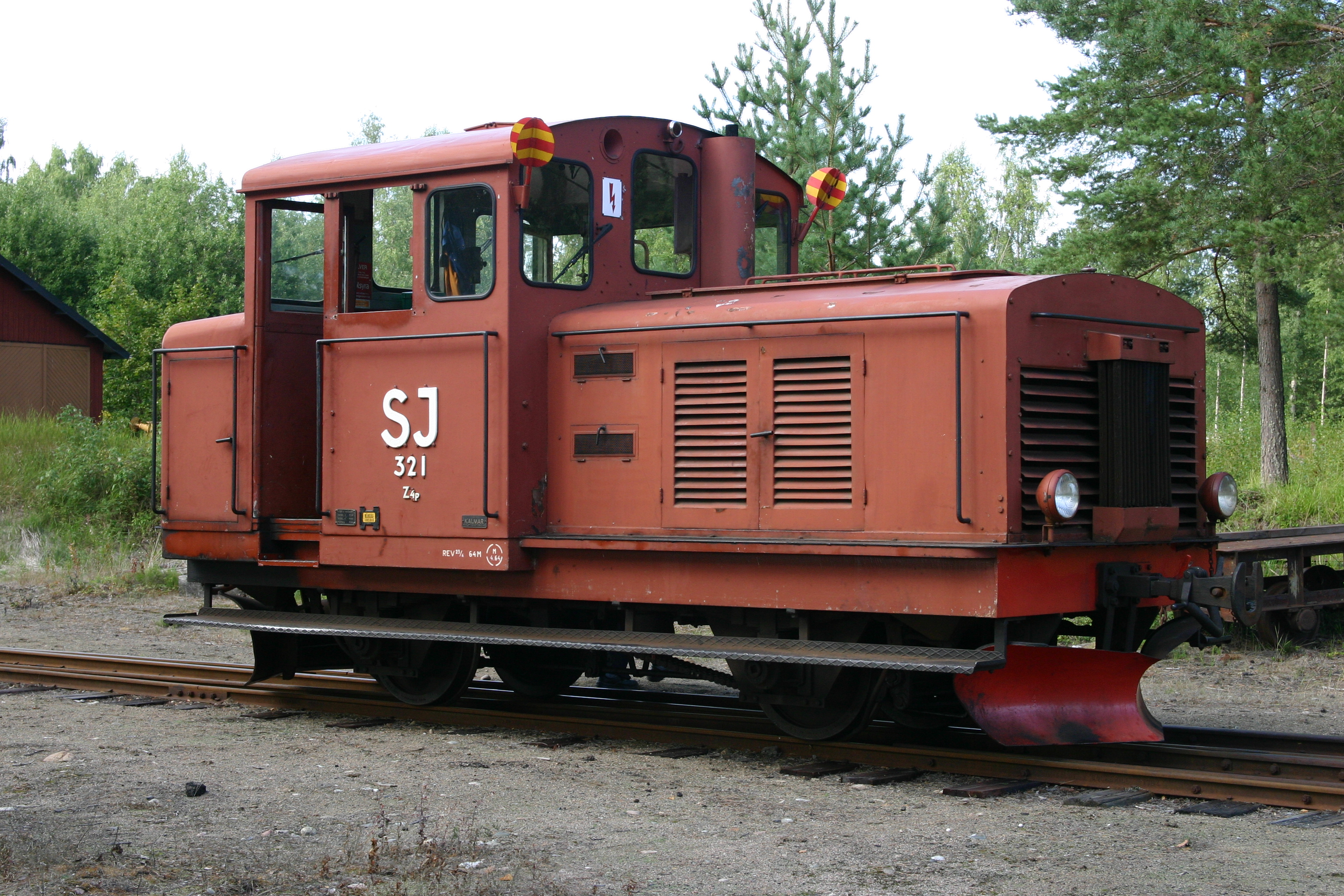
Loks der Baureihe Z4p fuhren die letzten Züge auf der Strecke

Durch das steigende Verkehrsaufkommen und der Notwendigkeit des Einsatzes stärkerer Lokomotiven war es notwendig, die verlegten Schienen auszutauschen. Diejenigen Streckenabschnitte, die beim Bau eisernen Schienen hatten, wurden bereits in den frühen 1890er Jahren auf Stahlschienen mit einem Metergewicht von 15,2 Kilogramm pro Meter umgerüstet.
Vor der Übernahme der schwereren Lokomotiven begann man 1909 die 15-kg-Schienen durch solche mit 17,5 Kilogramm pro Meter zu ersetzen sowie alle Brücken zu verstärken bzw. zu ersetzen. 1925 erhielt der Abschnitt Visby–Roma Schienen mit einem Gewicht von 24,8 Kilogramm pro Meter.
Wichtigster Güterverkehrskunde an der Strecke war die Zuckerfabrik in Roma. Im Eröffnungsjahr wurden 18.397 Tonnen transportiert. Nach zwei Jahren betrug das Volumen 48.005 Tonnen. 1925 besaß die Bahn 263 zweiachsige Güterwagen, davon waren 48 gedeckt. Mit diesen Wagen stand eine Transportkapazität von insgesamt 1964 Tonnen zur Verfügung.
Für den Personenverkehr hatte die Bahn 1925 neun zweiachsige Personenwagen sowie sieben mit Drehgestellen im Bestand. Dazu kamen vier Personenwagen mit Postabteil. Diese Fahrzeuge hatten insgesamt 733 Sitzplätze in der zweiten und 100 in der ersten Klasse. 1910 wurden 219.500 Fahrgäste befördert, 1925 waren es 200.480 und im Jahr 1945 stieg die Zahl auf 502.611.
Zunehmender Wettbewerb auf der Straße zwang aber auch zur Rationalisierung. 1945 wurden zwei Drehgestelldieseltriebwagen von Hilding Carlssons Mekaniska Verkstad in Umeå gekauft. Dazu beschaffte man zwei Drehgestellbeiwagen. 1946 wurden vom gleichen Hersteller erneut zwei weitere gleichartige Triebwagen sowie je einen Beiwagen für Fahrgäste und einen für Post und Gepäck gekauft.
| Nummer | Name           | Bauart           | Achsfolge | Hersteller                     | Baunummer / Baujahr |
| ------ | -------------- | ---------------- | --------- | ------------------------------ | ------------------- |
| 1      | "WISBY"        | Tenderlok        | C         | Nydqvist och Holm, Trollhättan | 87 / 1877           |
| 2      | "POLHEM"       | Tenderlok        | C         | Nydqvist och Holm              | 88 / 1877           |
| 3      | "GOTLAND"      | Tenderlok        | C         | Nydqvist och Holm              | 89 / 1877           |
| 4      | "HEMSE"        | Tenderlok        | C 1'      | Nydqvist och Holm              | 314 / 1890          |
| 5      | "ROMA"         | Tenderlok        | 1' C      | Nydqvist och Holm              | 406 / 1894          |
| 6      | "FRAMÅT"       | Tenderlok        | 1' C      | Nydqvist och Holm              | 483 / 1897          |
| 7      | "TINGSTÄDE"    | Tenderlok        | 1' C      | Nydqvist och Holm              | 569 / 1899          |
| 8      | -              | Tenderlok        | 1' D 1'   | Motala Verkstad, Motala        | 867 / 1939          |
| 9      | "ERNST LEIJER" | Tenderlok        | 1' C      | Nydqvist och Holm              | 682 / 1902          |
| 10     | "HOBURGEN"     | Schlepptenderlok | 1' C – 2  | Nydqvist och Holm              | 900 / 1909          |
| 11     | "POLHEM"       | Schlepptenderlok | 1' C – 2  | Nydqvist och Holm              | 969 / 1911          |
| 12     | "LÄRBRO"       | Schlepptenderlok | 2' C – 3  | Nydqvist och Holm              | 1185 / 1920         |

Die Gesellschaft war Vorreiter bei der Motorisierung von Schmalspurbahnen. 1946 wurden zwei Diesellokomotiven für den Rangierdienst bestellt. Nur die Stockholm-Roslagens Järnvägar (SRJ) hatte zuvor eine solche Lok gekauft. Die beiden Lokomotiven wurden 1948 als Prototypen (Urtrucken) von der Lokfabrik in Kalmar (Kalmar Verkstad) mit den Fabriknummern 62 und 63 erst nach der Verstaatlichung als Z4p 248 und 249 geliefert (Ausmusterung 1970 bzw. 1964).

## Verstaatlichung und Stilllegung
Die wirtschaftliche Situation verschlechterte sich 1947 so stark, dass man in der Verstaatlichung den einzigen Weg sah, den Betrieb fortzusetzen. So wurde am 1. Juli 1947 die Gotlands Järnvägsaktiebolag unter gleichem Namen wie auch die Klintehamn-Roma Järnvägsaktiebolag und die Slite–Roma Järnvägsaktiebolag in eine staatliche Gesellschaft umgewandelt. Der Name wurde noch bis zum 1. Juli 1948 beibehalten, als dann alle drei Eisenbahngesellschaften in die Statens Järnvägar (SJ) übernommen wurden.
Am 1. Oktober 1960 wurde der gesamte Güterverkehr bis auf ein kurzes Streckenstück von den SJ stillgelegt. Zwischen dem Schlachthof außerhalb der Stadt Visby fuhren noch bis zum Mai 1962 Güterzüge zum Hafenbahnhof. Die Strecke zwischen Visby und Lärbro wurde bis auf die Schlachthofstrecke im Juni 1961 abgebaut, dann begann der Abbau des Gleises von Süden aus Richtung Burgsvik. Romakloster wurde Mitte Mai 1963 erreicht und am 17. September 1963 Visby. Nach der Aufgabe des Schlachthofverkehres wurde auch dieses Streckenstück bis März 1964 abgerissen.